# Конвичный, Франц
Франц Конвичный (нем. Franz Konwitschny; 14 августа 1901[…], Фульнек, Моравска-Острава — 28 июля 1962[…], Белград) — немецкий дирижёр. Лауреат трёх Национальных премий ГДР (1951, 1956, 1960).

## Биография

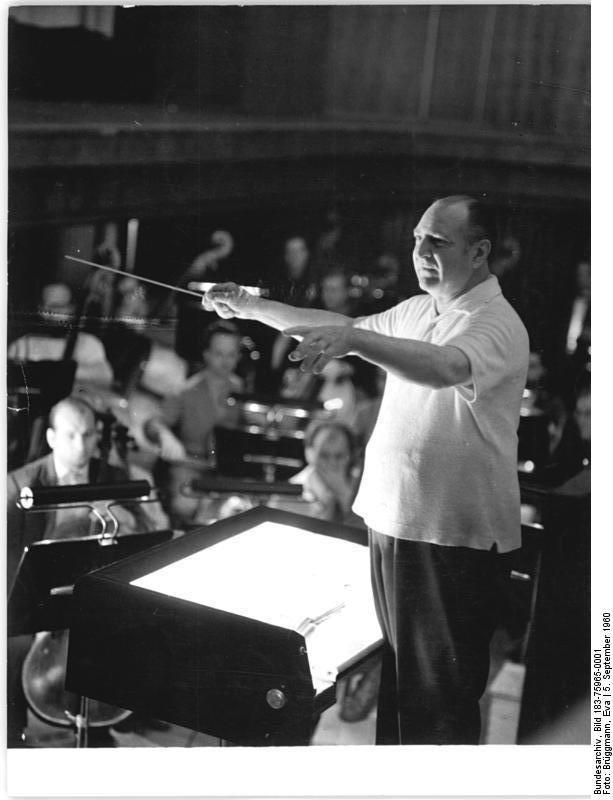
Во время репитиции в Лейпцигской опере, 1960 год

Франц Конвичный родился в семье музыкантов. В 1920—1923 годах учился игре на скрипке в Академии музыкального общества в Брюнне, затем, до 1925 года, — в Лейпцигской консерватории у Ханса Бассермана, одновременно играл на скрипке и альте в оркестре Гевандхауза. Выступал также как альтист в составе струнного квартета Рудольфа Фитцнера.
В 1925—1927 год преподавал в народной консерватории в Вене, где вёл классы скрипки и теории музыки. В 1927 году переехал в Штутгарт, где сначала работал репетитором хора, а с 1930 году — первым капельмейстером в государственном театре. В 1933 году назначен музыкальным директором Фрайбургского филармонического оркестра, через год стал генеральмузикдиректором. В 1938 году переехал во Франкфурт-на-Майне, где стал художественным и музыкальным руководителем местного оперного театра (нем. Oper Frankfurt).
1 июля 1923 года вступил в НСДАП (членский билет № 2756). В 1934 году по случаю дня рождения Гитлера поставил оперу «Фиделио» Л. ван Бетховена, в которой хотел вывести на сцену штурмовиков и флаги со свастикой, однако этот ход был запрещён художественным руководителем. С другой стороны, в ноябре 1934 года на абонементном концерте дирижировал симфонией «Художник Матис» Пауля Хиндемита, который к тому времени был по сути запрещённым композитором. 1 августа 1937 года повторно вступил в НСДАП (членский билет № 5 508 995). 16 октября 1937 года в заключительной части митинга на тему «Раса и культура» дирижировал перед речью Альфреда Розенберга о германизме Брукнера.

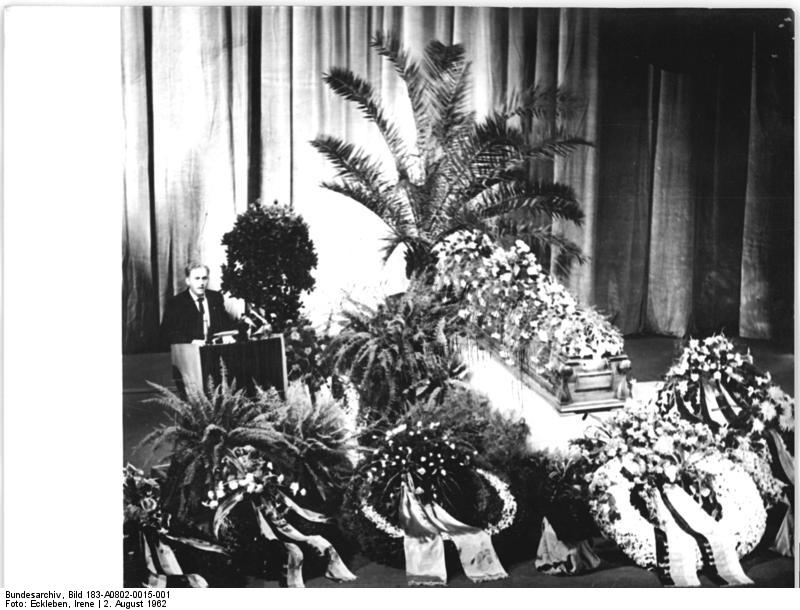
Церемония прощания с Францем Конвичным на сцене Лейпцигской оперы, 1962 г.

В годы войны работал в Гамбургской государственной опере, в 1943—1944 году главный дирижёр оркестра Людвигсхафена. С 1945 по 1949 год работал в Ганновере как оперный и концертный дирижёр. С 1949 года по 1962 год возглавлял Лейпцигский оркестр Гевандхауза, в этот же период осуществил ряд выдающихся оперных постановок в оперном театре Дрездена и Немецкой государственной опере в Берлине.
Имя Конвичного тесно связано с развитием музыкальной культуры ГДР. Он пропагандировал музыку композиторов-современников из ГДР: Ханса Эйслера, Отмара Герстера (нем. Ottmar Gerster), Пауля Дессау, Гюнтера Кохана, Зигфрида Курца. Среди осуществлённых записей — произведения Л. ван Бетховена (все симфонии), И. Брамса, А. Брукнера, Р. Вагнера, Ф. Мендельсона, Р. Штрауса, Ф. Шуберта, Р. Шумана (все симфонии).
С оркестром Гевандхауза неоднократно гастролировал в СССР, а также Англии, Польше, Японии и в других странах.
Умер во время репетиции «Торжественной мессы» Бетховена на белградской телестудии. Похоронен на Южном кладбище Лейпцига.
Сын Петер (нем. Peter Konwitschny) — известный немецкий оперный режиссёр.

## Признание и награды

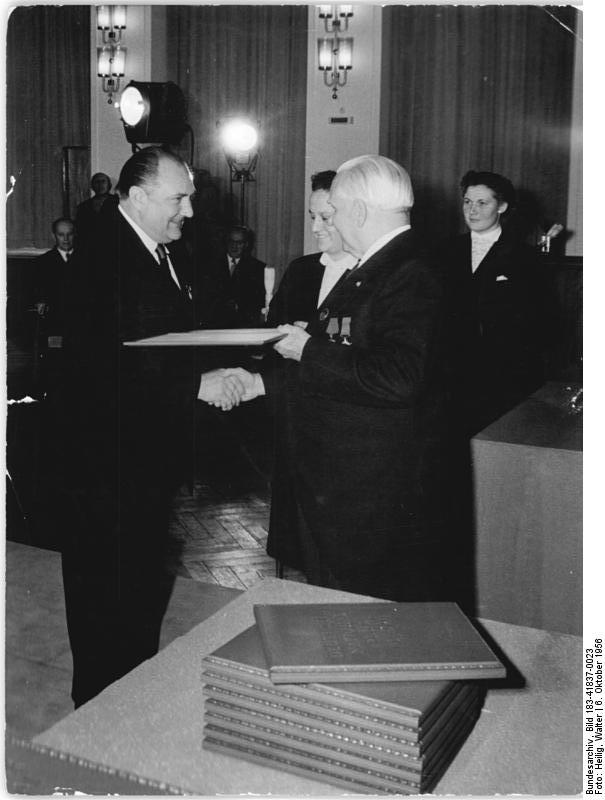
Президент ГДР Вильгельм Пик вручает Конвичному знаки лауреата Национальной премии ГДР, 6 октября 1956 года.

- Национальная премия ГДР (1951, 1956, 1960)[6].